# قسمت خانی
قسمت خانی (۱۳۲۳–۱۳۹۲) خواننده، خنیاگر و آوازه‌خوان موسیقی محلی تالشی بود که در روستای اسطلخ زیر، بخش شاندرمنِ شهرستان ماسال استان گیلان زاده شد و حدود نیم قرن، موسیقی و آواز تالشی را در داخل و خارج از کشور اجرا و اشاعه کرد و توانست در تورهای هنری به اروپا و روسیه موسیقی محلی ایران به خصوص منطقه تالش را معرفی کند.

## زندگی‌نامه
قسمت خانی متولد سال ۱۳۲۳ در روستای اسطلخ زیر شاندرمن می‌باشد. وی سپس جهت ادامهٔ زندگی به روستای سِکام خوشابر رضوانشهر (تالشدولاب) مهاجرت نمود.
این خواننده موسیقی تالشی ساعت ۱۰ صبح روز یکشنبه، ۲۶ آبان سال ۱۳۹۲ پس از یک دوره طولانی بیماری ریوی در سن ۶۹ سالگی در روستای سکام دار فانی را وداع گفت.
و مراسم خاکسپاری وی ساعت ۳ عصر یکشنبه ۲۶ آبان ۱۳۹۲، در آرامگاه مسجد سیدالشهدا روستای سکام رضوانشهر برگزار شد.

## فعالیت حرفه ای
قسمت خانی بزرگ‌ترین خوانندهٔ دستون‌های تالشی در سبک تالشدولابی است. او از دوران کودکی مشغول خواندن آوازها و ترانه‌های تالشی بوده است و با صدای گرم و طنین انداز خود، گرمابخش تمام محافل عروسی و جشن‌های تالشان بوده است، ترانه‌های او در سال‌های مشقت بار برای طالشان آن سوی مرز (روسیه و آذربایجان) به طرز خستگی ناپذیری امید بخش و دارای احترام بالایی بوده.
وی از بزرگان موسیقی آوازی تالش بود که هنر خود را در جوانی از اساتیدی چون شرفی و روحان قاسمی آموخته بود و بر اثر نشست و برخاست با این بزرگان به شیوه‌های آوازی تالش و دستون خوانی اشراف پیدا کرده بود. علاوه بر تسلطی که قسمت خانی بر روی دستون‌ها داشت در زمینه اجرای شادیانه‌های تالشی نیز از مهارت بالایی برخوردار بود و به ترانه‌های ویژه جشن و سرور تالش آشنایی داشت. جایگاه او در آوازهای تالشی به مرتبه‌ای رسیده بود که هر کس قصد پژوهش در زمینه آوازهای تالشی را داشت حتماً گذرش به استاد قسمت خانی می‌افتاد.
خنیاگر و آوازه‌خوان منطقه تالش تا پیش از انقلاب اسلامی به عنوان خواننده ترانه‌ها و نغمه‌های منطقه تالش شهرت داشت. آغاز شهرت او به رویداد احضار قسمت خانی توسط رضاشاه به علت به گوش رسیدن تمجیدهای بسیار از وی، برای دستون خوانی بازمی‌گردد. او پس از این رخداد به رسمیت دعوت به جشنوارهٔ موسیقی شیراز شده و در آنجا علاوه بر اجرا مورد تجلیل بسیاری قرار گرفت.
اما بعد از انقلاب نخستین بار توسط «جهانگیر نصری اشرفی» (فرهنگ پژوه موسیقی) دوباره به جامعه موسیقی شناسانده شد و مجموعه‌ای از آوازهای او در آلبومی از سوی انجمن موسیقی ایران منتشر شد.
بعدها نیز به‌همراه علی براری نوازندهٔ تار، ویولون و سرنا و محمد قاسمی نوازندهٔ ویولون و کمانچه کارهای ماندگاری را ضبط کردند که هنوز نیز مردم آن‌ها را به عنوان بهترین آثار استاد خانی به یاد می‌آورند.
در دههٔ ۸۰ نیز کارهای قسمت خانی توسط آرمین فریدی هفتخوانی، پژوهشگر موسیقی تالش ثبت و ضبط گردید.
قسمت خانی با کوشش و تلاش فراوان آرمین فریدی در جشنواره‌های مختلفی در ایران و سراسر دنیا مانند اسپانیا، اتریش، سوئد، فرانسه، بلاروس، اوکراین، چین و… شرکت کرد و به عنوان '''پیرِ موسیقی فولکلور''' آن جشنواره‌ها انتخاب گردید.
از جمله این جشنواره‌ها می‌توان به جشنوارهٔ موسیقی نواحی کرمان اشاره کرد که استاد خانی جزء ۳۶ استاد برجسته موسیقی فولکلور ایران شناخته شد یا در جشنوارهٔ کشور فرانسه، بلاروس و… که همیشه عنوان پیر موسیقی را به یدک کشید.
صدای خانی چپ کوک است و ظرفیت و قابلیت‌های فراوانی دارد، از جمله آثاری که از این هنرمند بر جای مانده است می‌توان به «''موسیقی رقص و شادمانی تالش''» موسسه ی ماهور، «''دَوْیَر آوْیَر''»، «''آفتاو پِرومَه''»، «''مَشِن مَشِن''» و… که به کوشش آرمین فریدی منتشر شده است، اشاره کرد.
«هوشنگ جاوید» پژوهشگر موسیقی نواحی در خصوص این خواننده تالشی گفته بود:
قسمت خانی استاد بی بدیل آواز تالشی است که حدود نیم قرن است موسیقی و آواز تالشی را در داخل و خارج از کشور اجرا و اشاعه کرده و توانسته در تورهای هنری به اروپا و روسیه موسیقی محلی ایران به خصوص منطقه تالش را معرفی کند.

## آلبوم‌ها
*دَوْیَر آوْیَر:

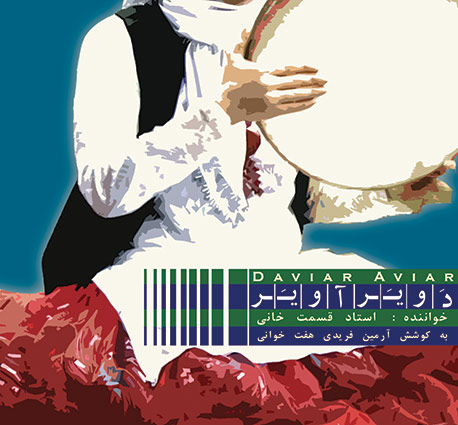
آلبوم دَویَر آویَر

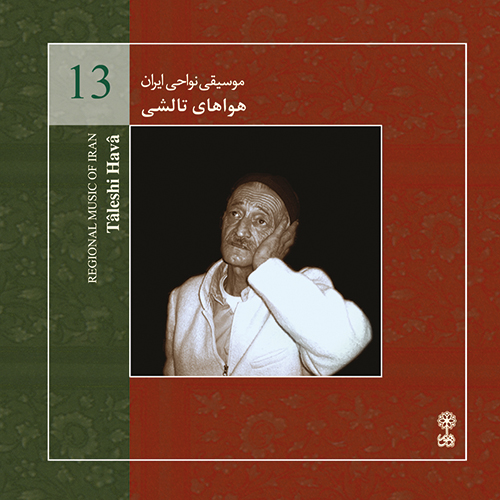
آلبوم هواهای تالشی

این آلبوم از قسمت خانی و دکترر آرمین فریدی؛ برای اولین بار ساز باستانی طالشی (تمبورلی) را پس از سده‌های بسیار دوباره احیا کرد.
" خاطره "/
" امانم لیله "/
" مبارک با "/
" تالشی "/
" یاربرن برن "/
" بهار اومه شنگه یار"/
" کیللی جان "/
" آمان آمان "/
"چمه مله خبر اومه "/
" تالشی"/
" سیا ریحون "/
" دوشه هوا "/
*آفتاو پِرومَه
" دویر آویر "/
" دوشه هوا "/
" تالشی "/
" باهار باهاره "/
" خاسه کله "/
" بندون بندونه "/
" تالشی "/
" مشن مشن "/
" هیار هیار "/
" ممودبه "/
" آفتا و پرمه "/
" واجان وا "/
*مَشِن مَشِن
*موسیقی رقص و شادمانی تالش

## قدردانی، افتخارات و جوایز
- قرار گرفتن در حلقهٔ ۳۶ استاد برتر موسیقی نواحی ایران – کرمان در سال ۱۳۸۳
- حضور در جشنواره موسیقی فجر ۱۳۸۵
- اجرا در جشنواره «آواهای روحانی زمین» فرانسه ۱۳۸۶
- کسب مقام نخست آواز نواحی ایران – جشنواره سراج خراسان ۱۳۸۷
- اجرا در جشنواره بزرگ فرهنگ ایران، بلاروس – ۱۳۹۰[۸]

## درنظر دیگران
شب ۱۱ تیرماه ۱۳۹۷ آیین نکوداشت هادی حمیدی و یادواره قسمت خانی از هنرمندان پیشکسوت موسیقی تالش در فرهنگسرای نیاوران تهران برگزار شد.
سیدعباس سجادی پس از خوش‌آمدگویی گفت:
ما امشب اینجاییم تا از دو بزرگ در عرصه موسیقی تالشی یاد کنیم و آنها را گرامی بداریم. استاد قسمت خانی، گوهر بی نظیر و سفیر فرهنگی خطه تالش که امروز در میان ما نیست و نیز استاد سید هادی حمیدی که حضورش را در میان خود مغتنم می‌شماریم و به بهانه نکوداشت این استاد بی بدیل در کنار هم گرد آمده‌ایم.
همچنین سجادی صدای این دو بزرگ موسیقی تالش را منتقل کننده سوز نهفته در فرهنگ تالش دانست که به گوش تمامی ایرانیان و حتی فراتر از مرزهای ایران رسیده است.
در ادامه محمدرضا درویشی آهنگساز و پژوهشگر موسیقی اقوام ایران نیز در این مراسم گفت:
قسمت خانی را در جشنواره‌های خارجی دیده بودیم اما آیا کسی زندگی او را دید که چگونه در فقر زندگی کرد و در اثر ناملایمات روزگار دق کرد. این جفا بر قسمت خانی بود که جامعه به نحوی که شایسته این استاد بی بدیل موسیقی تالشی بود از وی تجلیل نکرد و او را ارج ننهاد.